# Amur (riba)
Amur (Ctenopharyngodon idella) ili indijski šaran je slatkovodna riba koja pripada obitelji Cyprinidae. Nastanjuje tekućice i jezera Hrvatske

## Opis i građa
Amur ima vretenasto tijelo pravilne građe. Izgledom je dosta sličan klenu. Čelo mu je dosta široko, te ima velike ljuske. Leđa su mu zelenkasta, bokovi tamniji, a trbuh svjetliji. Leđna i repna peraja su tamnije, a ostale svjetlije. Neki primjerci amura mogu narasti preko metra dužine i 30 kg.

## Stanište i ponašanje
Amur ili indijski šaran potječe iz rijeke Amur u sjevernoj Aziji, odande je donesen u Europu. Zbog svoje prehrane amur se koristi i za čišćenje stajaćih voda. Amur je kod nas uobičajeno stanovnik stajaćica, ali ga se može nači i u rijekama. Amur je biljožder te se ljeti najčešće može naći na mjestima obraslim vodenim biljem, zimi se povlači u najdublje dijelove vode.

## Način hranjenja
Hrani se vodenim biljem: trskom, mrijesnjakom, vodenom lećom, žabokrečinom, vodenom kugom, rogozom, a jede travu i djetelinu, ako mu se dade. Pravi je biljožder koji brzo raste.
Amur pojede dnevno mnogo vodenog bilja, gotovo toliko koliko je težak. Često ga upotrebljavaju u ribnjacima i za "čišćenje" obraslih vodenih površina.

## Razmnožavanje
Amur se razmnožava kada se temperatura vode digne iznad 20°C. Ženka polaže od 30.000 do 800.000 jajašaca u brzim tokovima. Mlađ brzo raste i hrani se planktonom, insektima i vodenim biljem, kasnije se počinje potpuno hraniti biljnom prehranom.

## Strani nazivi
Grass carp (engleski); Graskarpfen (njemački); Carpa erbivora (talijanski); Carpe amour (francuski); Белый амур (ruski).

## Slike
- Mladi amur